# Ahuirán
Ahuirán es una localidad del estado mexicano de Michoacán. Es parte del municipio de Paracho.

## Toponimia
El nombre «Ahuirán» proviene del purépecha: ahuiri. Su significado es «cabello largo».

## Demografía
| Gráfica de evolución demográfica |
|                                  |

| Censo | Población |
| ----- | --------- |
| 1900  | 470       |
| 1910  | 536       |
| 1921  | 453       |
| 1930  | 535       |
| 1940  | 593       |
| 1950  | 652       |
| 1960  | 956       |
| 1970  | 1140      |
| 1980  | 1628      |
| 1990  | 2317      |
| 2000  | 2338      |
| 2010  | 1906      |
| 2020  | 2147      |